# Lørenbanen
Lørenbanen (under planlægningen kaldet Haslesvingen, senere Lørensvingen) er en strækning på T-banen i Oslo, der åbnede 3. april 2016, og som forbinder Sinsen på T-baneringen med Økern på Grorudbanen. Den 1,6 km lange bane går i tunnel fra Sinsen til lige før Økern med Løren Station undervejs.
Banen betjenes af T-banens linje 4, der går fra Vestli på Grorudbanen via Lørenbanen, T-baneringen, Sognsvannsbanen, Fellestunnelen og Lambertseterbanen til Bergkrystallen.
Med etableringen af banen fik man en direkte forbindelse mellem Grorudbanen og T-baneringen. Den gør det muligt at køre tog fra øst mod vest på T-banenettet og omvendt uden at tære på kapaciteten i Fellestunnelen. Byggeriet blev sat i gang 3. juni 2013. Lørenbanen har såkaldt metrostandard og universelt design, mens Løren Station er en station af høj standard.

## Historie
Formålet med etableringen af Lørenbanen var at etablere en ny forbindelse for en direkte linje mellem Grorudbanen og T-baneringen mod nord. Det medførte at man kunne øge den hidtidige kapacitet på T-banen med op til 30 % og aflaste Fellestunnelen gennem Sentrum med et tog fra Grorudbanen, så Østensjøbanen i stedet kunne få øget frekvensen fra et til to tog hvert kvarter. Desuden kunne man etablere Løren Station i byudviklingsområdet ved Løren og derved give de nye boligområder adgang til T-banen.
Muligheden for Lørenbanen kom med etableringen af T-baneringen i 2000-2006. Realiseringen af Lørenbanen vil udnytte T-baneringens potentiale yderligere. Sammenlignet med T-baneringen er Lørenbanen væsentlig mindre: førstnævnte er på 5 km med tre stationer, mens Lørenbanen er på 1,6 km med kun en station. Projektet er finansieret via Oslopakke 3.
Under fastsættelsen af planlægningen kom det frem, at "Jernbaneverket er positive overfor projektet, som er et godt alternativ til persontrafik på Alnabanen. Persontrafik på Alnabanen blev undersøgt i 2006, og konklusionen var at investeringerne var alt for høje i forhold til et meget usikkert trafikgrundlag. Konklusionen blev støttet af Stortinget og ministeriet."
Planen for banen blev vedtaget 14. december 2011. Den kom på finansloven for 2013, hvor man regnede med, at den ville koste næsten en million pr. meter, inklusive stationen. Byggeriet gik i gang 3. juni 2013. Banen åbnede 3. april 2016.